# Ahmed Shamlool
Ahmed Emam Mohamed Shamlool (en arabe : احمد امام محمد شملول), né en 1997, est un nageur égyptien. 

## Carrière
Ahmed Shamlool obtient la médaille de bronze sur 50 mètres brasse aux Championnats d'Afrique de natation 2016 à Bloemfontein.